# RCTV
라디오 카라카스 텔레비전 인터내셔널(Radio Caracas Televisión Internacional, RCTV)는 베네수엘라의 케이블 텔레비전 네트워크(우고 차베스 대통령에 의해 지상파 봉인전 방송은 지상파도 시청 가능). 이 방송국은 윌리엄 헨리 펠프스, 주니어에 의해 1953년에 설립된 방송이고, 라디오 방송은 라디오 카라카스 라디오이었다. 카라카스에 본사를 두고 있다. 하지만 2007년 7월 16일, TVes라는 새로운 방송사가 탄생하면서 RCTV는 끝내 방송 기능을 상실하였다. 하지만 케이블과 위성에서도 방송이 가능했으나, 2010년 이후 매체법으로 인해 케이블과 위성 채널에서도 방송을 금지하게 되었다.

## 같이 보기
- BBC One
- 동양방송
- 아시아 텔레비전